# 12421 Zhenya
12421 Zhenya è un asteroide della fascia principale. Scoperto nel 1995, presenta un'orbita caratterizzata da un semiasse maggiore pari a 2,4502037 UA e da un'eccentricità di 0,1220432, inclinata di 5,55367° rispetto all'eclittica.

## Nome
Chiamato in questo modo in onore del chimico russo Eugenia Krysina, amica dello scopritore.